# Stenella

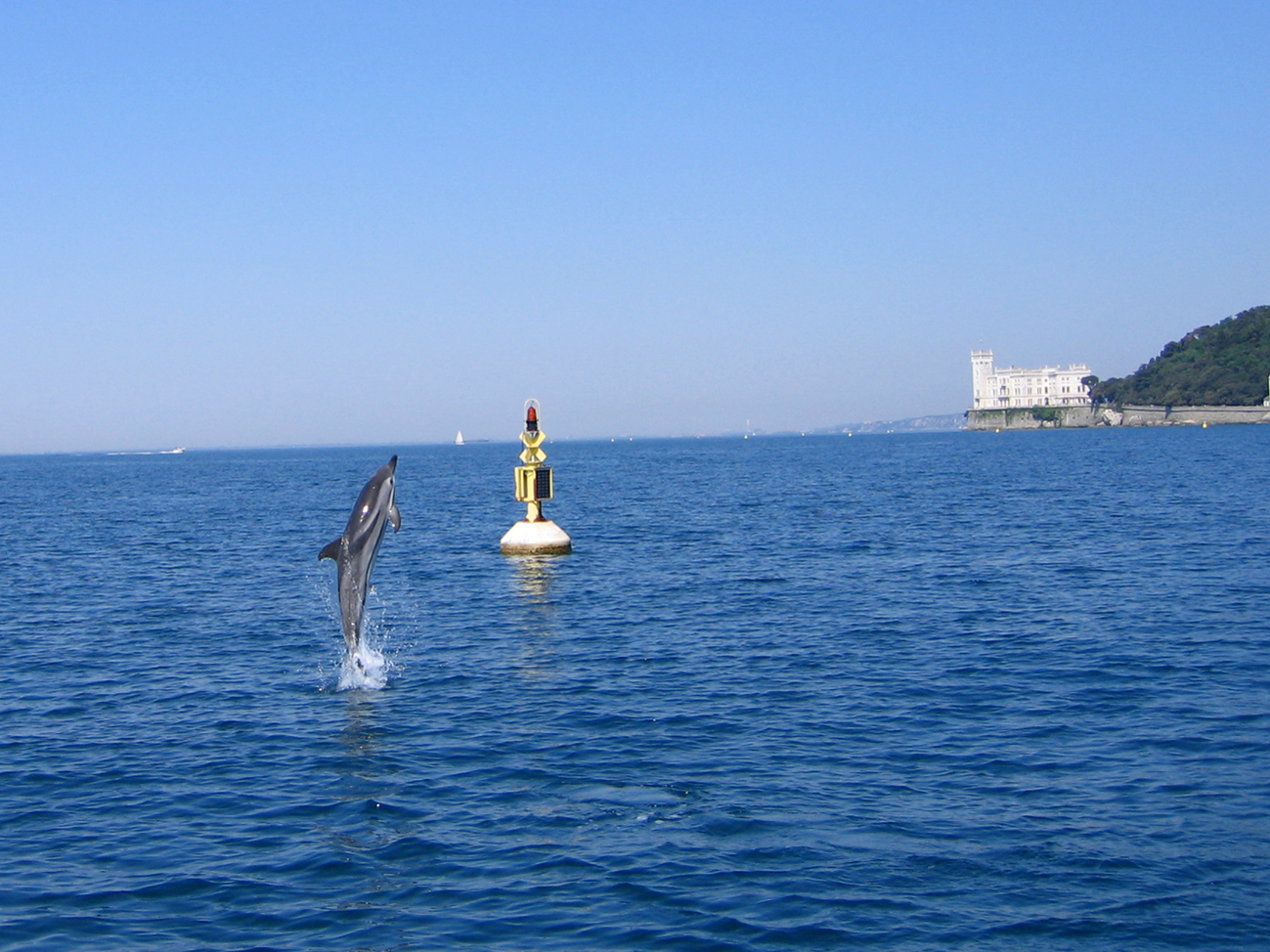
Stenella, Miramare

Stenella è un genere di mammiferi della famiglia dei delfini, comunemente noti come stenelle.
Simile nell'aspetto a un delfino, la stenella è un piccolo cetaceo dal corpo snello e slanciato, che arriva nell'adulto a misurare 2,5 m.
La principale caratteristica distintiva è la presenza ai lati del corpo di evidenti linee di demarcazione, che separano nettamente il dorso di colore scuro e i fianchi grigio chiaro dal ventre bianco o rosato. Gli occhi sono contornati da una macchia nera di dimensione variabile a seconda dell'individuo, dietro la quale si staglia una sottile linea scura. La pinna dorsale può essere in alcuni individui eccezionalmente alta rispetto alle dimensioni del corpo dell'animale.
Ghiotta di pesci, molluschi e crostacei, la stenella può immergersi fino a 200 m di profondità alla ricerca del cibo preferito, restando in apnea per circa dieci minuti.

## Tassonomia
A questo genere vengono attualmente assegnate cinque specie:
- Stenella maculata pantropicale, S. attenuata
- Stenella maculata atlantica, S. frontalis
- Stenella dal lungo rostro, S. longirostris
- Stenella climene, S. clymene
- Stenella striata, S. coeruleoalba

Spesso queste specie vengono indicate con il nome comune di «delfini maculati» o «delfini dalle briglie». Vivono nei mari temperati e tropicali di tutto il mondo. I membri di alcune specie iniziano la loro vita privi di macchie e si fanno sempre più coperti di macchie scure con il passare degli anni.
Gli appartenenti a questo genere sono fra le specie di delfini più note, per via della loro abitudine di avvicinarsi e seguire le navi che incontrano durante il loro percorso in mare.
Il nome di questi animali deriva dal greco stenos, che significa stretto. Venne coniato da John Gray nel 1866, anche se li riteneva un sottogenere di Steno. I moderni tassonomisti, invece, vi riconoscono due generi.

## Comportamento
Le stenelle nuotano abitualmente in prossimità della superficie del mare e vengono così facilmente avvistate durante le navigazioni.
Possiedono straordinarie abilità acrobatiche e compiono salti anche 7 m fuori dall'acqua, capriole all'indietro e incredibili rotazioni su loro stesse.

## Specie fossile
Nella seconda metà dell'Ottocento il naturalista e paleontologo Roberto Lawley descrisse sulla base di quattro esemplari fossili scoperti nell'entroterra della Toscana una nuova specie di delfinide fossile, la Stenella giulii. Tali esemplari vennero per decenni classificati come appartenenti al genere Stenella, prima di essere formalmente ridescritti nel 2009 come appartenenti ad un nuovo genere. A seguito infatti del recente ritrovamento di un nuovo esemplare fossile, inventariato dalla Soprintendenza alle Antichità della Toscana è stato istituito sulla rivista paleontologica Neues Jahrbuch für Geologie und Paläontologie
 il genere monotipico Etruridelphis per includervi gli esemplari della specie precedentemente descritta da Lawley nel 1876, i cui esemplari presentano evidenti differenze dall'attuale genere Stenella. A più di un secolo di distanza il nome attualmente corretto per questa specie fossile non è più dunque Stenella giulii bensì Etruridelphis giulii.